# Toni Mejías
Toni Mejías   (València, 1984) o Toni ‘El Sucio’, nom artístic dins del món del hip-hop d'Antonio Mejías Martínez és un raper i periodista valencià. Es va donar a conèixer com a integrant del grup de rap polític Los Chikos del Maíz. Al costat de Ricardo Romero, amb nom artístic Nega, sota el nom de Los Chikos del Maíz, juntament amb Habeas corpus formen Riot Propaganda, un grup de rapcore polític. Les lletres de les seues cançons es caracteritzen pel seu alt contingut de protesta social.

## Biografia
A principis de la dècada dels 2000, Toni Mejías formava part del grup La Nota més Alta, i es movia per la cultura de l'hip hop de València i voltants. És aquí on va conèixer a Ricardo Romero, àlies Nega, que en aquella època era membre de l'agrupació musical 13 passos. Van començar a enviar-se rimes pel Messenger, i a tenir algunes topades en raves, concerts i gires.
En aquell moment es van adonar que tenien ideals molt semblants i van decidir unir-se i formar, a mitjan any 2004, el grup de rap polític Los Chikos del Maíz. El grup neix de la necessitat d'unir ideologia, conceptes i la seua particular manera d'entendre l'hip hop.
La creació d'aquest grup de rap contestatari no va agradar als principals partits polítics espanyols del moment: el PSOE i el PP. De fet, l'any 2010 van ser convidats a fer un concert a Sevilla, organitzat per Esquerra Unida, amb motiu de l'aniversari de la II República quan el partit popular de la ciutat i l'Associació de Víctimes del Terrorisme van denunciar al grup per enaltiment del terrorisme i van demanar a l'Ajuntament de Sevilla la cancel·lació del concert. Los Chikos del Maíz van respondre a la denúncia amb un comunicat en el qual declaraven que en tot moment havien condemnat les accions armades d'ETA i que les lletres de les cançons que els populars van denunciar ('Trabajador@s', 'A d10s li demano' i 'Spain is different') es tractava d'humor negre. El concert es va acabar celebrant sense incidents.
En moltes entrevistes, Mejías ha declarat haver sofert inseguretats des de l'adolescència, acompanyada d'assetjament escolar, baixa autoestima i un trastorn d'obsessió. Entre els anys 2016 i 2017, l'artista va decidir portar un estil de vida més saludable, la qual cosa va comportar una pèrdua de pes i comentaris sobre el seu físic que, en aquell moment li feien sentir bé. Aquesta situació li va fer caure en un trastorn de la conducta alimentària i un problema de salut mental. En 2019 li van diagnosticar anorèxia.
Aquest capítol de la seva vida el va empènyer a publicar el seu primer llibre Hambre. Mi história frente al espejo.

## Discografia

### Los Chikos del Maíz
- Miedo y asco en Valencia (EP, 2005)[5]
- Fort Apache. Cine, Ideología y Cultura de Masas (Àlbum, 2010)[5]
- Pasión de Talibanes (Àlbum, 2011)[5]
- La Estanquera de Saigón (Àlbum, 2014)[5]
- Trap Mirror (EP, 2016)[5]
- Comanchería (Àlbum, 2019)[5]
- David Simon (EP, 2021)[5]
- YES FUTURE (Àlbum, 2022)[5]

### Riot Propaganda
- Riot Propaganda (Àlbum, 2013)[6]
- Agenda Oculta (Àlbum, 2017)[6]

### En solitari
- Volver (senzill, 2021)[7]

### Col·laboracions
- Mi patria digna, de La Tuerka (amb Pablo de La Raíz)[8]
- Imperfeccions, de AtVersaris (amb Zoo)[8]
- Hablarán las calles, de Boikot (amb Zoo i Aspencat)[8]
- Fil a l'agulla, de Homes Llúdriga (amb Zoo)[9]
- Los chichos del FMI, de Sons of Aguirre[9]
- Se lo merecen, de Shotta[9]
- Huelo a alcohol y a fracaso, de Charly Efe i DeLaGang[9]
- Cantan, de Loren D (amb Panxo de Zoo)[9]
- Juguete roto, de Xhelazz[9]
- BBoys Parade, de Nega[9]
- Pàtria, de Fetitxe 13 (amb Bittah de Tribade)[10]

## Llibres
L'any 2019, a Toni Mejías li diagnostiquen anorèxia. A partir d'aquest moment i per a afrontar la malaltia, decideix escriure notes i pensaments en una llibreta. En ella, anota tots els avanços i reculades que va vivint al llarg del període de recuperació, i aquestes anotacions acaben convertint-se en un llibre. Així neix Hambre: mi história frente al espejo (2021).